# Adolf Süsterhenn

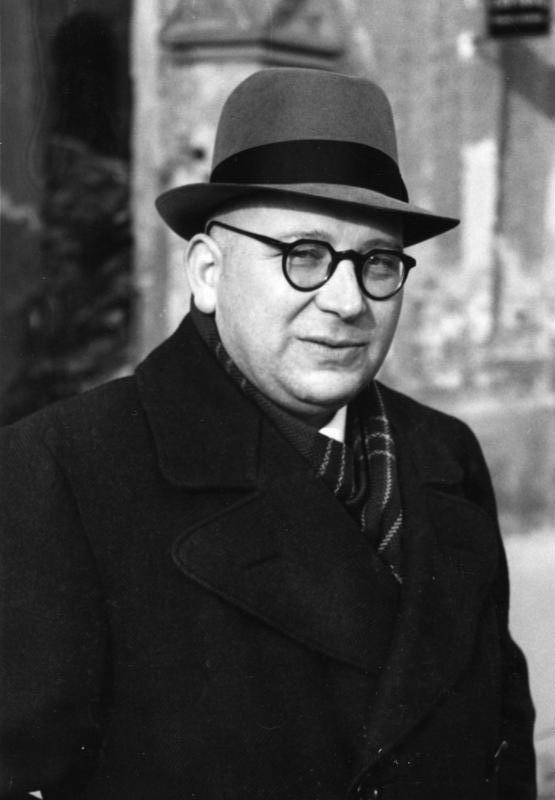
Adolf Süsterhenn em 1949

Adolf Süsterhenn (1905–1974) foi Ministro da Cultura e da Justiça na Renânia-Palatinado da União Democráta-Cristã da Alemanha. Ele também serviu na Comissão Europeia de Direitos Humanos de 1954 a 1973.